# Călugăreni, Gorj
Călugăreni este satul de reședință al comunei Padeș din județul Gorj, Oltenia, România.
 Acest articol despre o localitate din județul Gorj este deocamdată un ciot. Puteți ajuta Wikipedia prin completarea lui.